# Амвросій (Мунтяну)
Єпископ Амвросій (в миру Віталій Петрович Мунтяну; 25 жовтня 1973, село Таксобень, Фалештський район, Молдавська РСР) — єпископ Російської православної церкви, єпископ Нефтекамський і Бірський.

## Біографія
У 1990 році закінчив середню школу і в тому ж році поступив в Молдавський державний університет на факультет журналістики. У листопаді перевівся в Ново-Нямецьку духовну семінарію.
6 березня 1991 року зарахований до братії Свято-Вознесенського Ново-Нямецького Кіцканського монастиря.
У 1992—1995 роках ніс послух завідувача канцелярією Бендерського єпархіального управління.
8 квітня 1993 року в Свято-Успенському храмі Ново-Нямецького Кіцканского монастиря пострижений у чернецтво.
2 травня 1994 року єпископом Бендерським Вікентієм (Морарь) висвячений на ієродиякона.
У 1994 році закінчив Кишинівську духовну семінарію з присвоєнням ступеня бакалавра богослов'я. У 1994—1999 роках викладав літургику, богослужбовий устав і православну аскетику у Кишинівській семінарії.
16 січня 1995 року нагороджений подвійним орарем.
З 28 грудня 1995 року — проректор з навчальної частини Кишинівської семінарії. З 12 березня 1997 року за сумісництвом ніс послух інспектора семінарії.
28 листопада 1996 року в Свято-Вознесенському соборі Ново-Нямецького Кіцканського монастиря митрополитом Кишинівським і всієї Молдови Володимиром (Кантаряном) висвячений на ієромонаха з правом носіння набедреника.
12 червня 1997 року нагороджений правом носіння наперсного хреста.
28 листопада 1997 року возведений у сан ігумена.
У 1996—1999 рр. навчався на заочному секторі Московської духовної академії.
У листопаді 1998 року переведений у штат Єдинецької єпархії і призначений секретарем єпархії. 18 січня 1999 року нагороджений правом носіння палиці і хреста з прикрасами.
У 1998—2002 роках за сумісництвом ніс послух ректора Єдинецького теологічного ліцею і духівника-адміністратора Єдинецької обителі сестер милосердя.
16 квітня 2000 року возведений у сан архімандрита з правом служіння Божественної літургії з відкритими царськими вратами.
У 2002 році переведений в Кишинівську єпархію і призначений настоятелем Свято-Троїцького Фрумоаського монастиря.
У 2002—2007 роках ніс послух секретаря синодального відділу у справах монастирів Православної Церкви Молдови та проректора школи псаломщиків при Свято-Успенському Гербовецькому монастирі.
У 2004 році заочно закінчив Київську духовну академію.
23 листопада 2004 року нагороджений правом носіння ігуменського жезла.
В 2005 році організував щорічний літній дитячий табір при Фрумоаському монастирі для дітей з незаможних сімей та дітей-сиріт.
27 грудня 2005 року звільнений з посади настоятеля Свято-Троїцького чоловічого монастиря села Фрумоаса.
У 2007 році закінчив факультет історії і міжнародних відносин Міжнародного незалежного університету Молдови (МНУМ) з присвоєнням наукового ступеня магістра історичних наук.
У 2008 році призначений директором іконописного класу Кишинівської духовної семінарії.
24 березня 2011 року єпископом Унгенським і Ніспоренским Петром (Мустяца) призначений настоятелем (ігуменом) Свято-Вознесенського Гиржавского монастиря Унгенської єпархії. За сумісництвом виконував послух ректора Унгенського духовного училища, голови єпархіального відділу у справах монастирів, входив до складу єпархіальної ради та церковного суду Унгенської єпархії.
У 2011 році закінчив докторантуру Міжнародного незалежного університету Молдови, а також дворічні курси підвищення кваліфікації Загальноцерковної аспірантури та докторантури (кафедра зовнішніх церковних зв'язків).
У серпні 2011 року призначений секретарем синодальної комісії по канонізації святих Православної Церкви Молдови.
Брав участь у підготовці до видання низки богослужбових і душекорисних книг. Є засновником газети «Огонёк веры» і православного молодіжного російсько-молдавського інтернет-порталу www.logos.md [Архівовано 2 травня 2022 у Wayback Machine.]. Брав участь в релігійно-публіцистичних передачах і проектах телебачення і радіо Молдови. З 2008 року проводив цикл духовних бесід зі студентами Міжнародного незалежного університету Молдови.
Рішенням Священного Синоду від 27 грудня 2011 року обраний єпископом Нефтекамсmким і Белебеєвським.
24 лютого 2012 року в Богоявленському кафедральному соборі наречений у єпископа Нефтекамського і Белебеєвського.
Хіротонізований 4 березня 2012 року в Храмі Христа Спасителя в Москві. Хіротонію звершили: Патріарх Московський і всієї Русі Кирил, митрополит Крутицький і Коломенський Ювеналій (Поярков), митрополит Ташкентський і Узбекистанський Вікентій (Морарь), митрополит Саранський і Мордовський Варсонофій (Судаков), митрополит Волоколамський Іларіон (Алфєєв), митрополит Уфимський і Стерлітамацький Никон (Васюков), архієпископ Істрінський Арсеній (Єпіфанов), архієпископ Верейский Євген (Решетніков), архієпископ Сергієво-Посадський Феогност (Гузиков), єпископ Никон (Миронов), єпископ Видновський Тихон (Недосєкін), єпископ Дмитровський Феофілакт (Моїсеєв), єпископ Туровський і Мозирський Стефан (Нещерет), єпископ Бронницький Ігнатій (Пунін), єпископ Унгенський і Ниспоренський Петро (Мустяца), єпископ Серпуховський Роман (Гаврилов), єпископ Солнєчногорський Сергій (Чашин), єпископ Подільський Тихон (Зайцев), єпископ Єдинецький і Бричанский Никодим (Вулпе), єпископ Воскресенський Сава (Міхеєв), єпископ Бірський Микола (Суботін), єпископ Орський і Гайський Іриней (Тафуня), єпископ Балашихинський Микола (Погребняк), архієпископ Филипопольський Нифон (Сайкалі) (Антіохійська православна церква), єпископ Моравицький Антоній (Пантеліч) (Сербська православна церква).
З 11 по 25 червня 2012 року в Загальноцерковній аспірантурі та докторантурі проходив курси підвищення кваліфікації для новопоставленных архієреїв.
4 жовтня 2012 року згідно з поданим проханням титул змінено на Нефтекамський і Бірський.
У жовтні 2020 року взяв участь у екуменічному молебні з Вселенським патріархом Вафроломієм і Папою Франциском.

## Твори, публікації
- Жизнь и деятельность протоиерея-композитора Михаила Березовского. 1994 (Кишиневская духовная семинария, дипломная работа);
- Святий Паісий Величковський i відродження ісихіатскоі традиції у Молдавії у XIX столітті". 2004 (КДА, дипломная работа);
- Mănăstirile istorice basarabene, cartea de vizită a Republicii Moldova. —  2006.;
- История монастыря Фрумоаса. 2007 (МНУМ, магистерская диссертация);
- Освещение религиозной тематики в средствах массовой информации современной Молдовы (семинар). 2009;
- Отношения между Церковью и государством в истории Фрумосского монастыря. 2010;
- Альтернативное «православие» в Республике Молдова. Церковные расколы. 2010 (монография);
- Ущербность уравнения в правах религиозных организаций законодательством Республики Молдова. 2010 (статья);
- Lumea ne ispiteşte mereu cu «а avea», iar Dumnezeu ne îndeamnă la «a fi» [Архівовано 29 травня 2016 у Wayback Machine.]. — 2011 (інтерв'ю);
- Роль зарубежных приходов Московского Патриархата в деле духовной поддержки молдавской диаспоры. 2011 (дипломная работа);
- Наше присутствие в Интернете актуальное и важное составляющее церковной миссии". 2011 (интервью)[недоступне посилання з лютого 2019];
- У Церкви есть свои воины, которые оберегают душу народа от вражеских нападений. 2011 (интервью)[недоступне посилання з лютого 2019];
- Цикл из 4-х статей «Timp si Memorie» (Время и память) на тему закрытия молдавских монастырей советской властью в XX веке в формате «Oral History», опубликованных в журнале Академии наук Республики Молдовы в 2008—2011 гг., а также др. публикации по проблемам церковной и общественной жизни.
- Слово архимандрита Амвросия (Мунтяну) при наречении во епископа Нефтекамского и Белебеевского [Архівовано 23 грудня 2016 у Wayback Machine.]

## Нагороди
- 1995 — подвійний орар
- 1996 — набедренник
- 2000 — права служіння Божественної літургії з відкритими царськими вратами
- 2007 — Орден преподобного Сергія Радонезького III ступеня
- 2008 — орден прп. Паїсія Величковського II ст. Православної Церкви Молдови
- 2011 — орден св. Стефана Великого II ст. Православної Церкви Молдови